# Taxiphyllum gabonense
Taxiphyllum gabonense är en bladmossart som beskrevs av Brotherus och Potier de la Varde 1925. Taxiphyllum gabonense ingår i släktet Taxiphyllum och familjen Hypnaceae. Inga underarter finns listade i Catalogue of Life.